# 7 Brygada Ochrony Pogranicza
 7 Brygada Ochrony Pogranicza – jedna z brygad w strukturze organizacyjnej Wojsk Ochrony Pogranicza.

## Formowanie i zmiany organizacyjne
Sformowana w 1948 na bazie  Mazurskiego Oddziału WOP nr 5, na podstawie rozkazu MON nr 055/org. z 20 marca 1948. Brygada posiadała cztery bataliony, a stan etatowy wynosił 973 żołnierzy i 10 pracowników cywilnych.
Podporządkowana została Głównemu Inspektoratowi Ochrony Pogranicza. Zaopatrzenie nadal realizowane było przez kwatermistrzostwo okręgu wojskowego. 
Rozkazem Ministra Obrony Narodowej nr 205/Org. z 4 grudnia 1948, z dniem 1 stycznia 1949, Wojska Ochrony Pogranicza podporządkowano Ministerstwu Bezpieczeństwa Publicznego. Zaopatrzenie brygady przejęła Komenda Wojewódzka MO.
Sztab brygady stacjonował w Kętrzynie.
Aby nadać ochronie granic większą rangę, podkreślano wojskowy charakter formacji. Od 1 stycznia 1950 powrócono w nazwach jednostek do wcześniejszego określania: „Wojska Ochrony Pogranicza”. Z dniem 1 stycznia 1951 weszła w życie nowa numeracja batalionów i brygad Wojsk Ochrony Pogranicza. Na bazie 7 Brygady Ochrony Pogranicza powstała 19 Brygada WOP.

## Struktura organizacyjna
W 1948:
- dowództwo, sztab i pododdziały dowodzenia
- samodzielny batalion ochrony pogranicza nr 3 – Braniewo
- samodzielny batalion ochrony pogranicza nr 5 – Bartoszyce
- samodzielny batalion ochrony pogranicza nr 9 – Węgorzewo
- samodzielny batalion ochrony pogranicza nr 11 – Kowale Oleckie

Etat brygady przewidywał: 4 bataliony, 973 wojskowych i 10 pracowników cywilnych.
Na terenie odpowiedzialności brygady funkcjonowały trzy GPK:
- Graniczna Placówka Kontrolna nr 25 „Braniewo” (drogowa)
- Graniczna Placówka Kontrolna nr 26 „Bartoszyce” (kolejowa)
- Graniczna Placówka Kontrolna nr 27 „Korsze” (kolejowa)

## Sztandar oddziału
Sztandar Mazurskiemu Oddziałowi WOP nr 5 ufundowało społeczeństwo ziemi warmińsko-mazurskiej.
Na lewej stronie płatu sztandaru wyhaftowane są herby miast: Olsztyna, Bartoszyc, Kętrzyna i Olecka. Na drzewcu znajduje się 47 gwoździ pamiątkowych, a wśród nich gwoździe od powiatów granicznych z napisami: "Powiat Braniewski", "Powiat Kętrzyński", "Powiat Bartoszycki", "Powiat Landsberg" i "Powiat Węgorzewski".
W kolejnych latach następowała zmiana numeracji jednostki jej nazwy, ale nie dokonywano już na nim żadnych zmian i poprawek.
Do Muzeum Wojska Polskiego przekazywany był dwukrotnie. Pierwszy raz 20 maja 1956, ale już 19 grudnia 1957 powrócił do Kętrzyna, aby po raz drugi wrócić do Muzeum WP 28 lipca 1964.

## Dowódcy obrygady
- mjr Władysław Kłonica
- płk Ilia Sznajdler

## Przekształcenia
5 Oddział Ochrony Pogranicza → 5 Mazurski Oddział WOP → 7 Brygada Ochrony Pogranicza → 19 Brygada WOP → Grupa Manewrowa WOP Kętrzyn i Samodzielny Oddział Zwiadowczy WOP Kętrzyn → 19 Oddział WOP → 19 Kętrzyński Oddział WOP